# Braxton Key
Braxton Key (Carolina do Norte, 14 de fevereiro de 1997) é um jogador norte-americano de basquete profissional que atualmente joga no Detroit Pistons da National Basketball Association (NBA) e no Motor City Cruise da G-League.
Ele jogou basquete universitário na Universidade do Alabama e na Universidade da Virginia, sendo campeão do Torneio da NCAA em 2019.

## Início da vida e carreira no ensino médio
Key é sobrinho do jogador da NBA, Ralph Sampson, que jogou na Universidade da Virgínia e foi a 1º escolha geral no draft de 1983. O pai de Key, Eric Key, jogou em Radford.
Braxton jogou três temporadas pela Christ Presbyterian Academy. Ele se transferiu para a Oak Hill Academy, onde liderou a equipe a um recorde de 45-1 e ao título nacional.

## Carreira universitária
Key teve médias de 12 pontos e 5,7 rebotes como calouro na Universidade do Alabama. Ele marcou 26 pontos, o recorde da temporada, contra a Geórgia e foi nomeado para a Primeira-Equipe de Novatos da SEC. Em seu segundo ano, Key teve médias de 7,0 pontos, 5,3 rebotes, 1,8 assistências e 0,4 bloqueios. Ele foi prejudicado por uma lesão no joelho que o obrigou a perder algum tempo de jogo.
Após a temporada, Key se transferiu para a Universidade da Virginia e recebeu uma isenção de elegibilidade imediata da NCAA. Na temporada de 2018-19, Key ganhou um título nacional em Virginia, registrando seis pontos e 10 rebotes na final contra Texas Tech. Nessa temporada, ele teve médias de 5,7 pontos e 5,3 rebotes, sendo titular em seis jogos.
Em sua última temporada, Key teve médias de 9,9 pontos, 7,4 rebotes e 1,8 assistências.

## Carreira profissional

### Delaware Blue Coats (2021–2022)
Depois de não ser selecionado no draft da NBA de 2020, Key ingressou no Delaware Blue Coats da G-League em janeiro de 2021, depois de ser selecionado pela equipe no draft da G-League. Em 2 de março, ele registrou 19 pontos, recorde da temporada, cinco rebotes, duas assistências, dois roubos de bola e dois bloqueios em uma vitória por 120-92 sobre o NBA G League Ignite.
Em 13 de outubro de 2021, Key assinou com o Philadelphia 76ers, mas foi dispensado no mesmo dia. Em 25 de outubro, ele renovou com o Delaware.

### Philadelphia 76ers (2022)
Em 5 de janeiro de 2022, Key assinou um contrato de 10 dias com o 76ers. Ele jogou em dois jogos pelo 76ers, marcando dois pontos em seis minutos no total. Depois que seu contrato de 10 dias expirou, Key foi readquirido pelo Delaware Blue Coats.

### Detroit Pistons (2022–Presente)
Em 24 de março de 2022, Key assinou um contrato de 10 dias com o Detroit Pistons. Em 3 de abril, ele assinou um contrato de mão dupla com os Pistons e com o Motor City Cruise.

## Estatísticas de carreira

### Universitário
| Ano      | Equipe   | PJ  | PT | MPJ  | AP   | 3P   | LL   | RT  | AS  | BR  | TO | PPJ  |
| -------- | -------- | --- | -- | ---- | ---- | ---- | ---- | --- | --- | --- | -- | ---- |
| 2016–17  | Alabama  | 34  | 30 | 29.8 | .433 | .330 | .634 | 5.7 | 2.5 | .6  | .6 | 12.0 |
| 2017–18  | Alabama  | 26  | 17 | 25.2 | .409 | .250 | .667 | 5.3 | 1.8 | 1.0 | .4 | 7.0  |
| 2018–19  | Virginia | 38  | 6  | 19.8 | .433 | .305 | .731 | 5.3 | 1.0 | .9  | .6 | 5.7  |
| 2019–20  | Virginia | 27  | 25 | 33.6 | .435 | .185 | .584 | 7.4 | 1.8 | 1.2 | .6 | 9.9  |
| Carreira | Carreira | 125 | 78 | 27.1 | .427 | .267 | .654 | 5.9 | 1.7 | .9  | .5 | 8.6  |